# Национально-демократический альянс (Индия)

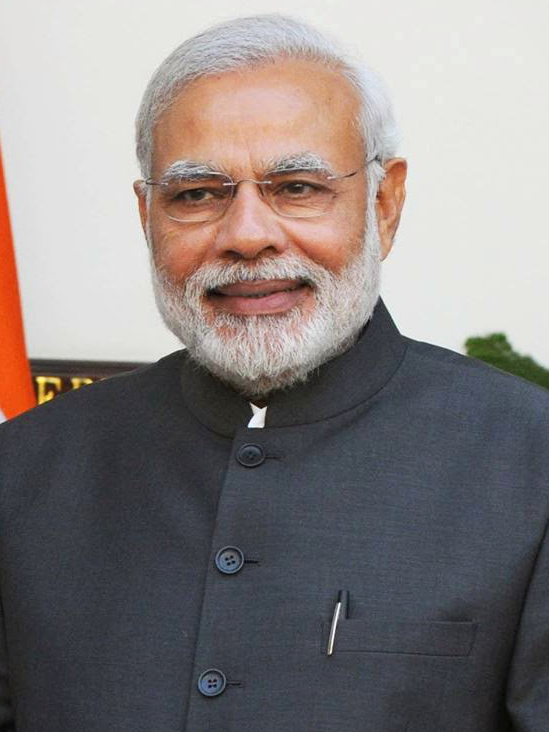
Премьер-министр Индии Нарендра Моди (2015 год)

Национально-демократический альянс (англ. National Democratic Alliance, хинди राष्ट्रीय जनतांत्रिक गठबंधन) — правоцентристская коалиция политических партий в Индии. Сформирована в 1998 году, крупнейшая партия — Бхаратия джаната парти (БДП, Индийская народная партия). Всего в альянс входят более 40 партий, более 10 из них представлены в парламенте.
НДА находился у власти в 1998—2004 гг. В 2014 году Национально-демократический альянс одержал убедительную победу на выборах в нижнюю палату парламента Лок сабху, получив 310 из 545 мандатов. Лидер альянса Нарендра Моди 26 мая 2014 года стал премьер-министром Индии. Ранее эту должность также занимал лидер НДА Атал Бихари Ваджпаи в 1996 и 1998—2004 годах.
В верхней палате парламента Индии у альянса 89 мест из 245.

## Партии — члены НДА, входящие в парламент Индии
По итогам выборов 2014 года
| Партия                                                  | Места в Лок сабхе | Места в Раджья сабхе |
| ------------------------------------------------------- | ----------------- | -------------------- |
| Бхаратия джаната парти                                  | 271               | 73                   |
| Шив сена                                                | 18                | 3                    |
| Широмани Акали дал                                      | 4                 | 3                    |
| Лок Джаншакти парти                                     | 6                 | 0                    |
| Раштрия лок самта парти                                 | 3                 | 0                    |
| Апна дал                                                | 2                 | 0                    |
| Сиккимский демократический фронт                        | 1                 | 1                    |
| Джаната дал (объединённая партия)                       | 2                 | 6                    |
| Паттали маккал катчи                                    | 1                 | 0                    |
| Всеиндийский Н. Р. конгресс                             | 1                 | 0                    |
| Националистическая демократическая прогрессивная партия | 1                 | 0                    |

## Партии ранее бывшие членами НДА
- Национальная Конференция Джамму и Кашмира
- Дравида муннетра кажагам
- Раштрия Лок Дал
- АИАДМК
- Марумаларчи дравида муннетра кажагам
- Биджу джаната дал